# مارکولا (اورگن)
نی در ایالات متحده آمریکا است که در شهرستان لین، اورگن واقع شده‌است.